# Nieder-Werbe
Nieder-Werbe ist ein Stadtteil der Stadt Waldeck im nordhessischen Landkreis Waldeck-Frankenberg und staatlich anerkannter Erholungsort.

## Geografie
Das Dorf befindet sich etwa 4 km westlich der Waldecker Kernstadt am Nordrand des Naturparks Kellerwald-Edersee. Es liegt am Nordende des größten Seitenarms des Edersees an der Einmündung der von Nordwesten kommenden Werbe und des von Nordosten kommenden Reiherbachs in jeweils ein Vorbecken des Stausees. Dieses Seitental teilt die beiden nördlichen Teilflächen des Nationalparks Kellerwald-Edersee an den Hängen des Edertrogs.
Unweit nördlich des Dorfs befindet sich am Südfuß des Großen Dörnbergs (372,0 m) ein aufgegebener Steinbruch mit eindrucksvollem Profil der einstigen Küste des Zechsteinmeers.
Zum Ort gehört auch die Halbinsel Scheid. Hier befinden sich Campingplätze und Ferienwohnungen, ein Badestrand mit Liegewiese und Spielplatz, Gasthöfe sowie eine Anlegestelle für die Personenschifffahrt.

## Geschichte

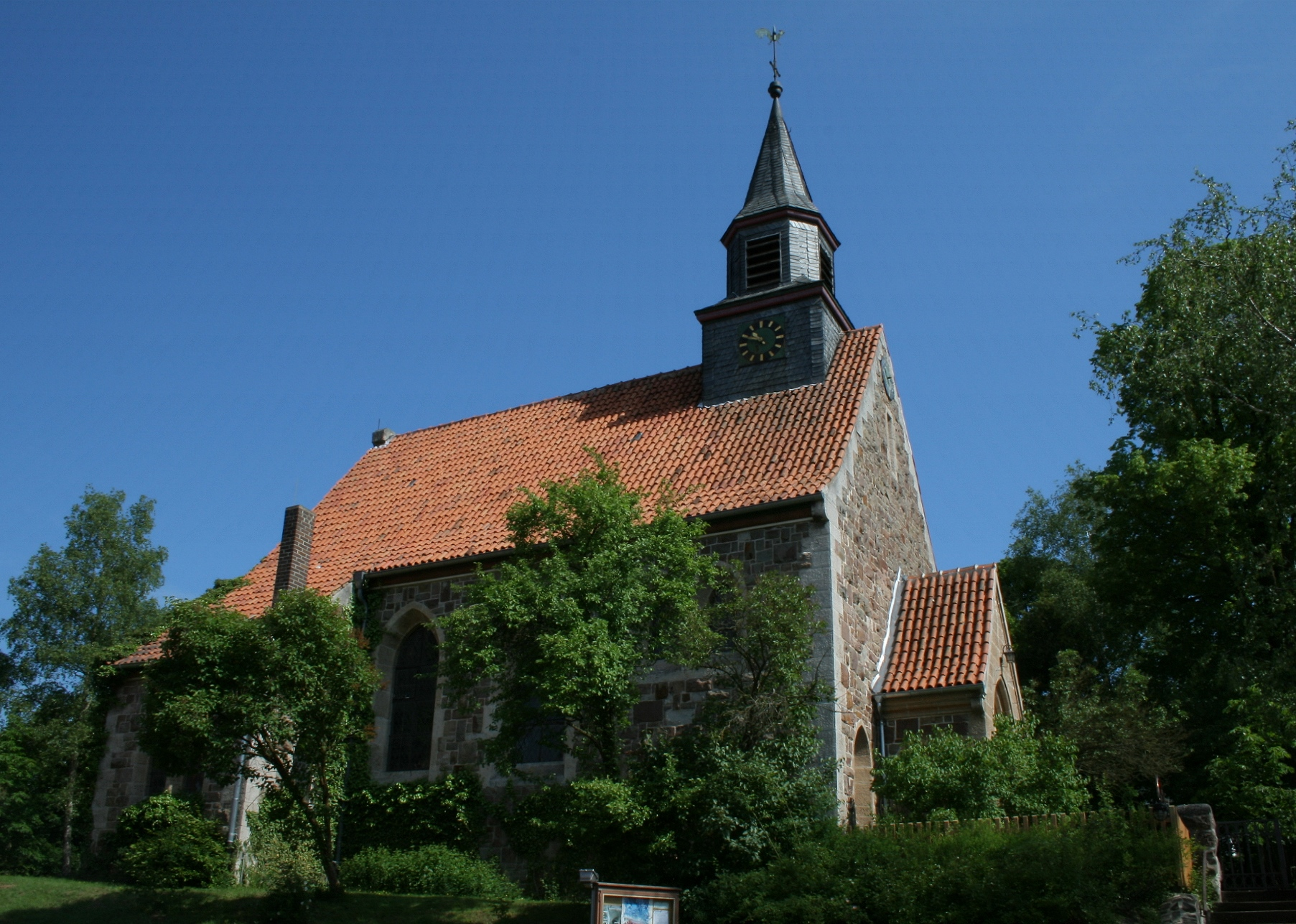
Evangelische Dorfkirche (Baujahr 1914)

Bereits in vorgeschichtlicher Zeit siedelten in der Gegend des heutigen Nieder-Werbe Menschen, wie zwei Wallanlagen aus der La-Tène-Zeit (ca. 500 v. Chr.) bezeugen.
Die älteste bekannte schriftliche Erwähnung von Nieder-Werbe erfolgte unter dem Namen inferiori Werphe im Jahr 1196 in einer Urkunde des Erzbistums Mainz.
Der Ort gehörte abwechselnd zu den Klöstern Berich, Netze und Werbe.
Als von 1908 bis 1914 die Edertalsperre gebaut wurde, änderte sich auch für Nieder-Werbe vieles. Zehn Höfe und die Kirche mussten dem See weichen. Nach dem Bau der Sperrmauer entwickelte sich allerdings der Fremdenverkehr im Ort zum heute wichtigsten Wirtschaftszweig.
Hessische Gebietsreform (1970–1977)
Im Zuge der Gebietsreform in Hessen fusionierten zum 1. Oktober 1971 die bis dahin selbständigen Gemeinden Alraft, Höringhausen, Netze und Nieder-Werbe sowie die beiden Städte Sachsenhausen und Waldeck auf freiwilliger Basis zur neuen Stadt Waldeck. Als Sitz der Verwaltung wurde der Stadtteil Sachsenhausen bestimmt. Für alle eingegliederten, ehemals eigenständigen, Gemeinden von Waldeck wurden Ortsbezirke mit Ortsbeirat und Ortsvorsteher nach der Hessischen Gemeindeordnung gebildet.
Verwaltungsgeschichte im Überblick
Die folgende Liste zeigt die Staaten und Verwaltungseinheiten, denen Nieder-Werbe angehörte:
- vor 1356: Heiliges Römisches Reich, Herrschaft Itter
- 1356–1590: Heiliges Römisches Reich, Landesherrschaft strittig zwischen Landgrafschaft Hessen, Kurmainz und Grafschaft Waldeck, Herrschaft Itter
- ab 1590: Heiliges Römisches Reich, Grafschaft Waldeck, Amt Waldeck
- ab 1712: Heiliges Römisches Reich, Fürstentum Waldeck, Amt Waldeck
- ab 1806: Fürstentum Waldeck,  Amt Waldeck
- ab 1814: Fürstentum Waldeck, Oberamt der Eder (Sitz in Nieder-Wildungen)
- ab 1816: Fürstentum Waldeck, Oberjustizamt der Werbe (Sitz in Sachsenhausen)
- ab 1850: Fürstentum Waldeck-Pyrmont (ab 1848), Kreis der Eder
- ab 1867: Fürstentum Waldeck-Pyrmont (Akzessionsvertrag mit Preußen), Kreis der Eder
- ab 1871: Deutsches Reich, Fürstentum Waldeck-Pyrmont, Kreis der Eder
- ab 1919: Deutsches Reich, Freistaat Waldeck, Kreis der Eder
- ab 1929: Deutsches Reich, Freistaat Preußen, Provinz Hessen-Nassau, Regierungsbezirk Kassel, Kreis der Eder
- ab 1942: Deutsches Reich, Freistaat Preußen, Provinz Hessen-Nassau, Regierungsbezirk Kassel, Landkreis Waldeck
- ab 1944: Deutsches Reich, Freistaat Preußen, Provinz Kurhessen, Landkreis Waldeck
- ab 1945: Deutsches Reich, Amerikanische Besatzungszone, Groß-Hessen, Regierungsbezirk Kassel, Landkreis Waldeck
- ab 1946: Deutsches Reich, Amerikanische Besatzungszone, Hessen, Regierungsbezirk Kassel, Landkreis Waldeck
- ab 1949: Bundesrepublik Deutschland, Hessen, Regierungsbezirk Kassel, Landkreis Waldeck
- ab 1971: Bundesrepublik Deutschland, Hessen, Regierungsbezirk Kassel, Landkreis Waldeck, Stadt Waldeck
- ab 1974: Bundesrepublik Deutschland, Hessen, Regierungsbezirk Kassel, Landkreis Waldeck-Frankenberg, Stadt Waldeck

## Bevölkerung
Einwohnerstruktur 2011
Nach den Erhebungen des Zensus 2011 lebten am Stichtag dem 9. Mai 2011 in Nieder-Werbe 498 Einwohner. Darunter waren 6 (1,2 %) Ausländer.
Nach dem Lebensalter waren 54 Einwohner unter 18 Jahren, 183 zwischen 18 und 49, 126 zwischen 50 und 64 und 136 Einwohner waren älter. Die Einwohner lebten in 279 Haushalten. Davon waren 108 Singlehaushalte, 84 Paare ohne Kinder und 57 Paare mit Kindern, sowie 21 Alleinerziehende und 6 Wohngemeinschaften. In 72 Haushalten lebten ausschließlich Senioren und in 159 Haushaltungen leben keine Senioren.
Einwohnerentwicklung
 Quelle: Historisches Ortslexikon
- 1541: 28 Häuser
- 1620: 34 Häuser
- 1650: 14 Häuser
- 1738: 19 Wohnhäuser
- 1770: 30 Häuser, 161 Einwohner

| Nieder-Werbe: Einwohnerzahlen von 1770 bis 2020 | Nieder-Werbe: Einwohnerzahlen von 1770 bis 2020 | Nieder-Werbe: Einwohnerzahlen von 1770 bis 2020 | Nieder-Werbe: Einwohnerzahlen von 1770 bis 2020 | Nieder-Werbe: Einwohnerzahlen von 1770 bis 2020 |
| --- | ----------------------------------------------- | ----------------------------------------------- | ----------------------------------------------- | ----------------------------------------------- |
| Jahr |                                                 |                                                 |                                                 | Einwohner                                       |
| 1770 | 1770                                            |                                                 | 161                                             | 161                                             |
| 1800 | 1800                                            |                                                 | ?                                               | ?                                               |
| 1834 | 1834                                            |                                                 | 326                                             | 326                                             |
| 1840 | 1840                                            |                                                 | 362                                             | 362                                             |
| 1846 | 1846                                            |                                                 | 351                                             | 351                                             |
| 1852 | 1852                                            |                                                 | 370                                             | 370                                             |
| 1858 | 1858                                            |                                                 | 334                                             | 334                                             |
| 1864 | 1864                                            |                                                 | 335                                             | 335                                             |
| 1871 | 1871                                            |                                                 | 285                                             | 285                                             |
| 1875 | 1875                                            |                                                 | 237                                             | 237                                             |
| 1885 | 1885                                            |                                                 | 221                                             | 221                                             |
| 1895 | 1895                                            |                                                 | 227                                             | 227                                             |
| 1905 | 1905                                            |                                                 | 231                                             | 231                                             |
| 1910 | 1910                                            |                                                 | 187                                             | 187                                             |
| 1925 | 1925                                            |                                                 | 239                                             | 239                                             |
| 1939 | 1939                                            |                                                 | 290                                             | 290                                             |
| 1946 | 1946                                            |                                                 | 471                                             | 471                                             |
| 1950 | 1950                                            |                                                 | 445                                             | 445                                             |
| 1956 | 1956                                            |                                                 | 361                                             | 361                                             |
| 1961 | 1961                                            |                                                 | 341                                             | 341                                             |
| 1967 | 1967                                            |                                                 | 417                                             | 417                                             |
| 1980 | 1980                                            |                                                 | ?                                               | ?                                               |
| 1990 | 1990                                            |                                                 | ?                                               | ?                                               |
| 2000 | 2000                                            |                                                 | ?                                               | ?                                               |
| 2011 | 2011                                            |                                                 | 489                                             | 489                                             |
| 2015 | 2015                                            |                                                 | 488                                             | 488                                             |
| 2020 | 2020                                            |                                                 | 546                                             | 546                                             |
| Datenquelle: Historisches Gemeindeverzeichnis für Hessen: Die Bevölkerung der Gemeinden 1834 bis 1967. Wiesbaden: Hessisches Statistisches Landesamt, 1968. Weitere Quellen: Stadt Waldeck:; Zensus 2011 |                                                 |                                                 |                                                 |                                                 |

Historische Religionszugehörigkeit
| • 1895: | 226 evangelische (= 99,56 %), ein katholischer (= 0,44 %) Einwohner |
| • 1961: | 296 evangelische (= 86,80 %), 41 katholische (= 12,20 %) Einwohner  |

## Infrastruktur
Nieder-Werbe verfügt über ein Heimatmuseum, zwei Hotels, einige Ferienhäuser und mehrere Ferienwohnungen. Westlich der Ortschaft befindet sich eine Sommerrodelbahn.

## Regelmäßige Veranstaltungen
- Seit Anfang der 1970er Jahre wird am Reiherbach-Vorbecken ein Wasser- und Lichterfest gefeiert.
- Das Osterfeuer an Karsamstag wird alljährlich von der Landjugend Nieder-Werbe ausgerichtet.
- Der SV Werbetal richtet ein Kleinfeldturnier, Drachenbootrennen und ein Dorffest aus.
- Ein Fackelwanderung wird jedes Jahr im Dezember durch den Förderverein der Freiwilligen Feuerwehr ausgerichtet.

## Persönlichkeiten
- Friedrich Wilhelm Muth (1783–1851), deutscher Gutsbesitzer, Richter und Politiker
- Heinrich Döring (1823–1891), 1856 bis 1873 Bürgermeister von Nieder-Werbe und Landtagsabgeordneter.
- Karl Weinreich (1886–1959), deutscher Landwirt und Politiker (Wirtschaftliche Vereinigung)